# Kates
Kates is een bestuurslaag in het regentschap Tulungagung van de provincie Oost-Java, Indonesië. Kates telt 4500 inwoners (volkstelling 2010).